# Sanggye (métro de Séoul)
Sanggye (hangeul : 상계 ; hanja : 上溪) est une station de passage de la ligne 4 du métro de Séoul. Elle est située au 182 Sanggye-ro, quartier de Sanggye 5-dong, dans l'arrondissement Nowon-gu de Séoul, en Corée du Sud.
Ouverte en 1985, elle est desservie par les rames omnibus et express, qui circulent sur la ligne 4.

## Situation sur le réseau

Plan du réseau (2023)

Établie en aérien, la station Sanggye, est une station de passage de la ligne 4 du métro de Séoul : elle est située entre la station Danggogae, en direction du terminus nord-est Jinjeop, et la station Nowon en direction du terminus sud-est Oido,.

## Histoire
La station Sanggye est mise en service, sur la ligne 4 du métro de Séoul, le 20 avril 1985, lors de l'ouverture à l'exploitation, des 11,8 km, de Sanggye à Université de Hansung

## Services aux voyageurs

### Accès et accueil
Station aérienne établie au 182 Sanggye-ro, quartier Sanggye 5-dong. Elle dispose de trois bouches numérotées de 1 à 3 situées sur la Sanggye-ro et la Hangeulbiseok-ro 22-gil. Elle est équipée d'escaliers, escaliers mécaniques et ascenseurs pour les cheminements entre la station à l'étage et le sol. Elle dispose notamment d'une billetterie avec des automates pour l'acquisition de titres de transports.

La station
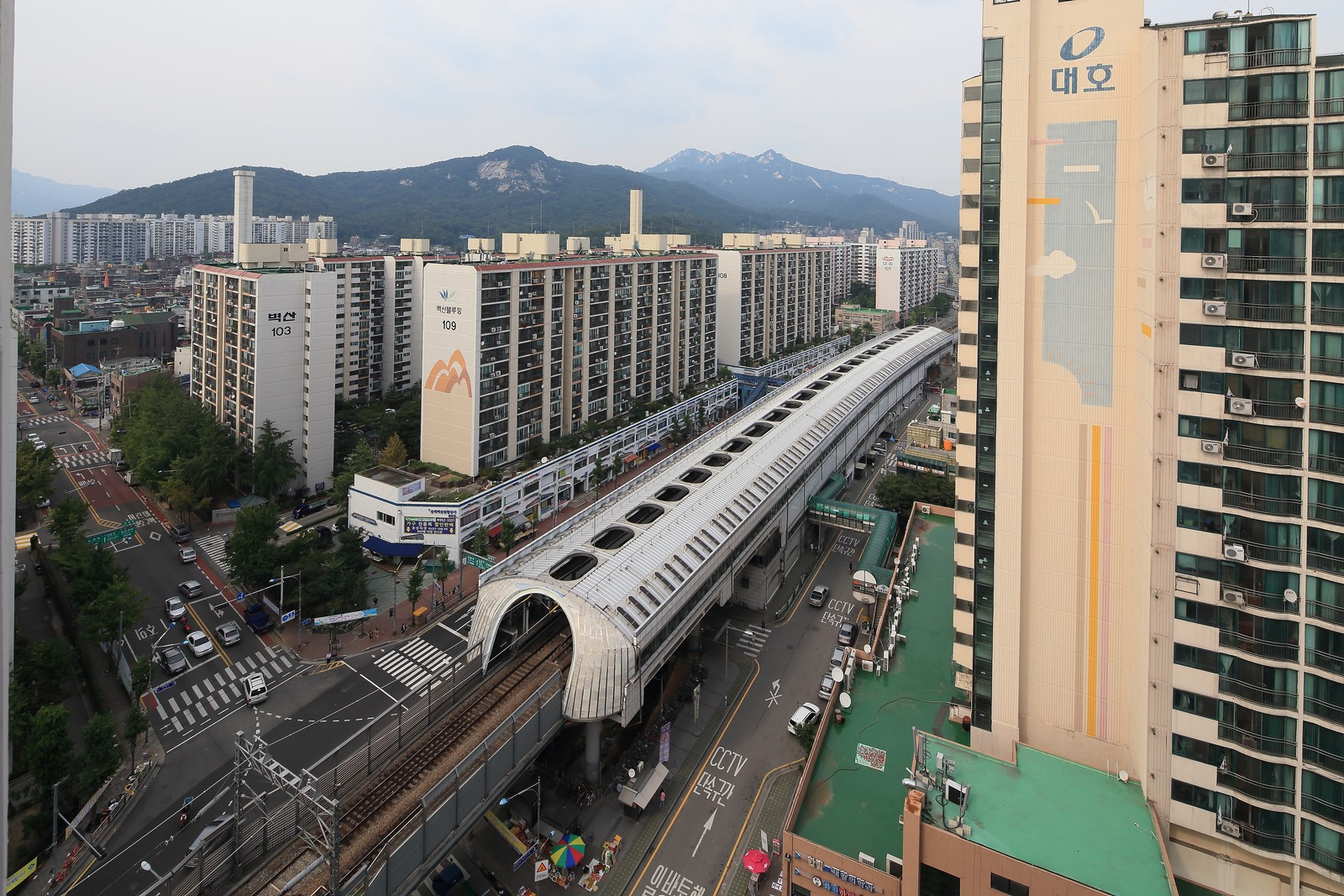
En 2014.
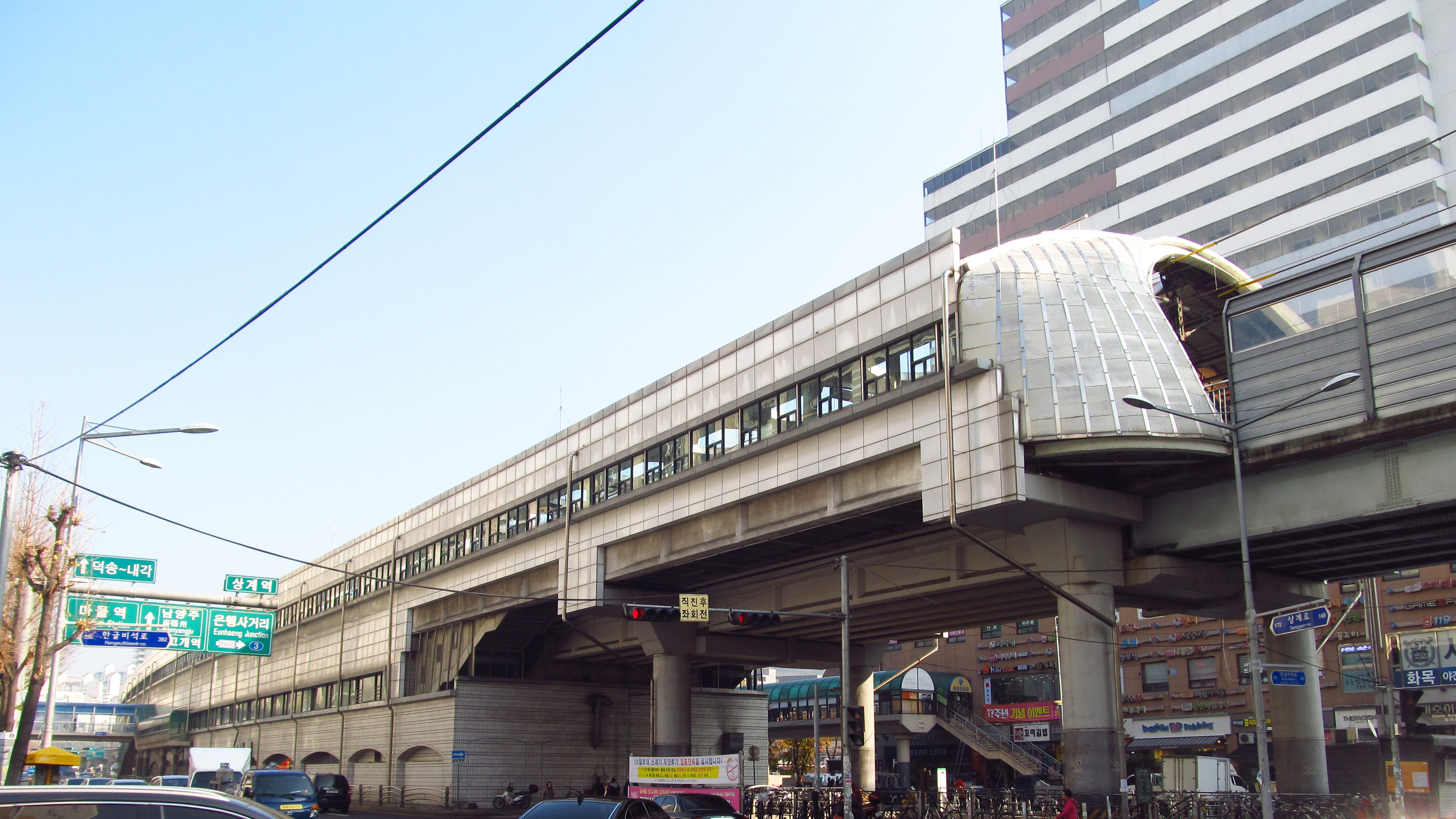
En 2018.

### Desserte
Sanggye est desservie par les rames omnibus et express, qui circulent sur la ligne 4. La station est aménagée avec deux quais latéraux équipés de portes palières.

Installations
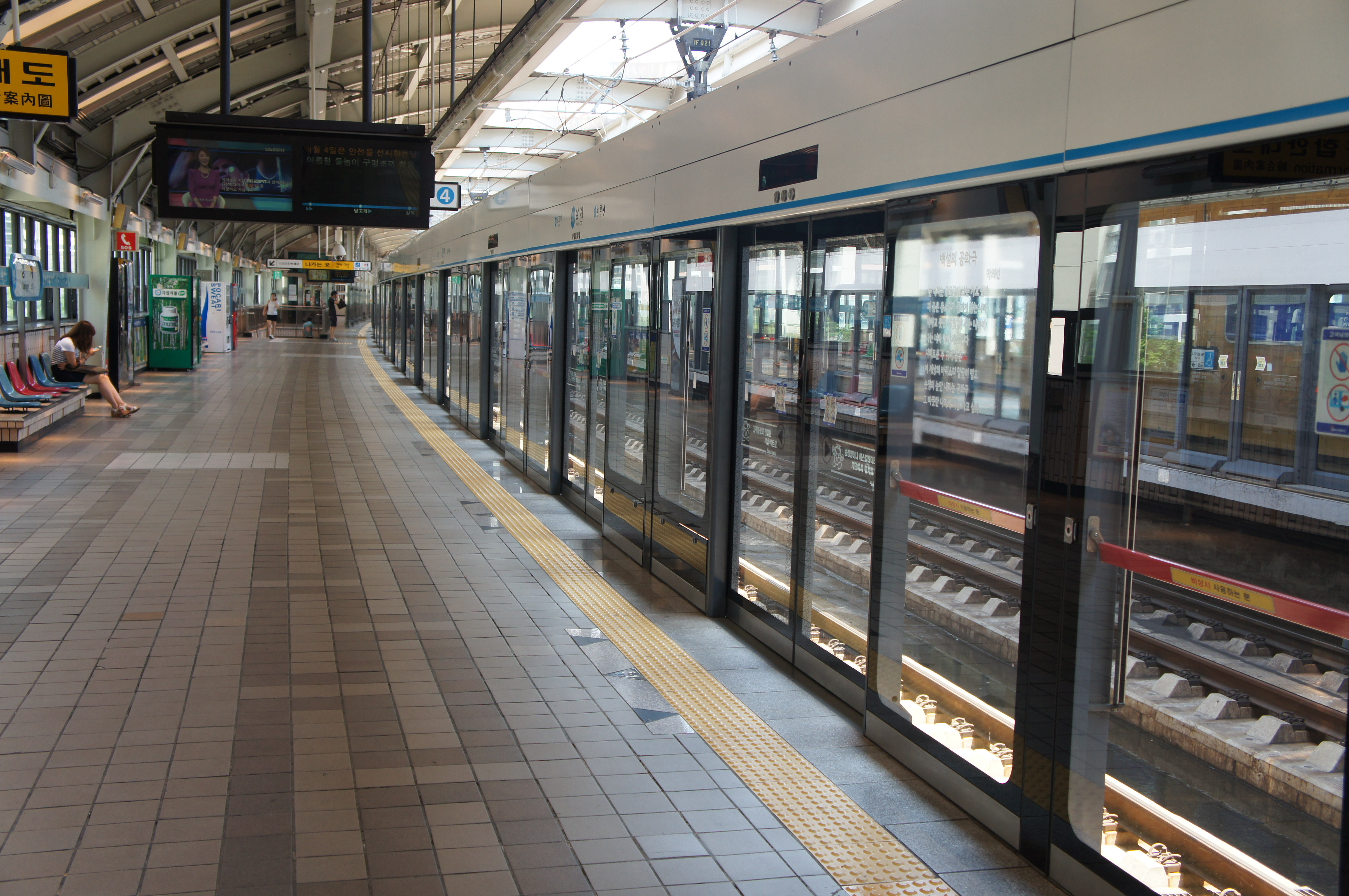
En 2013.
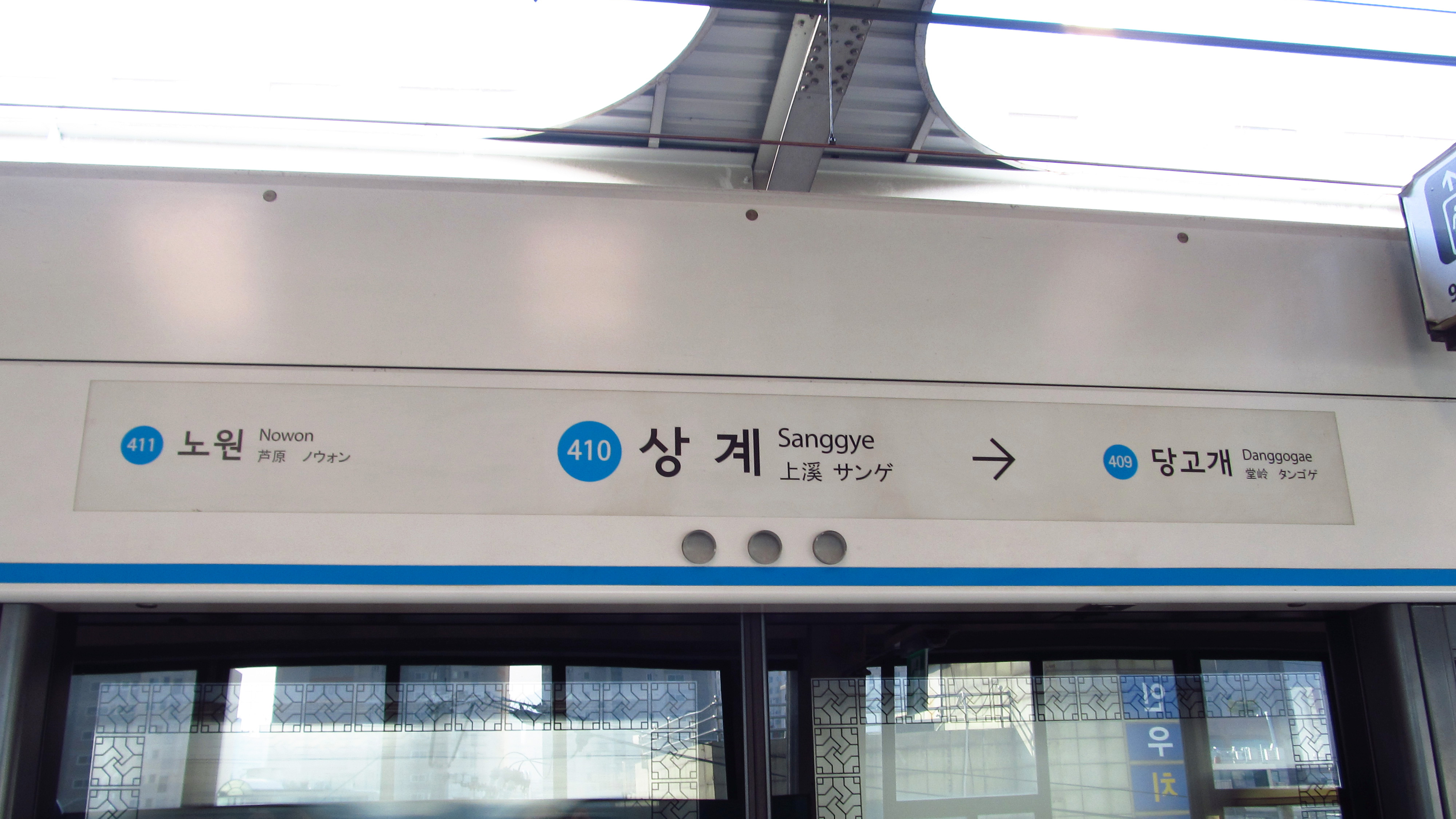
En 2018.
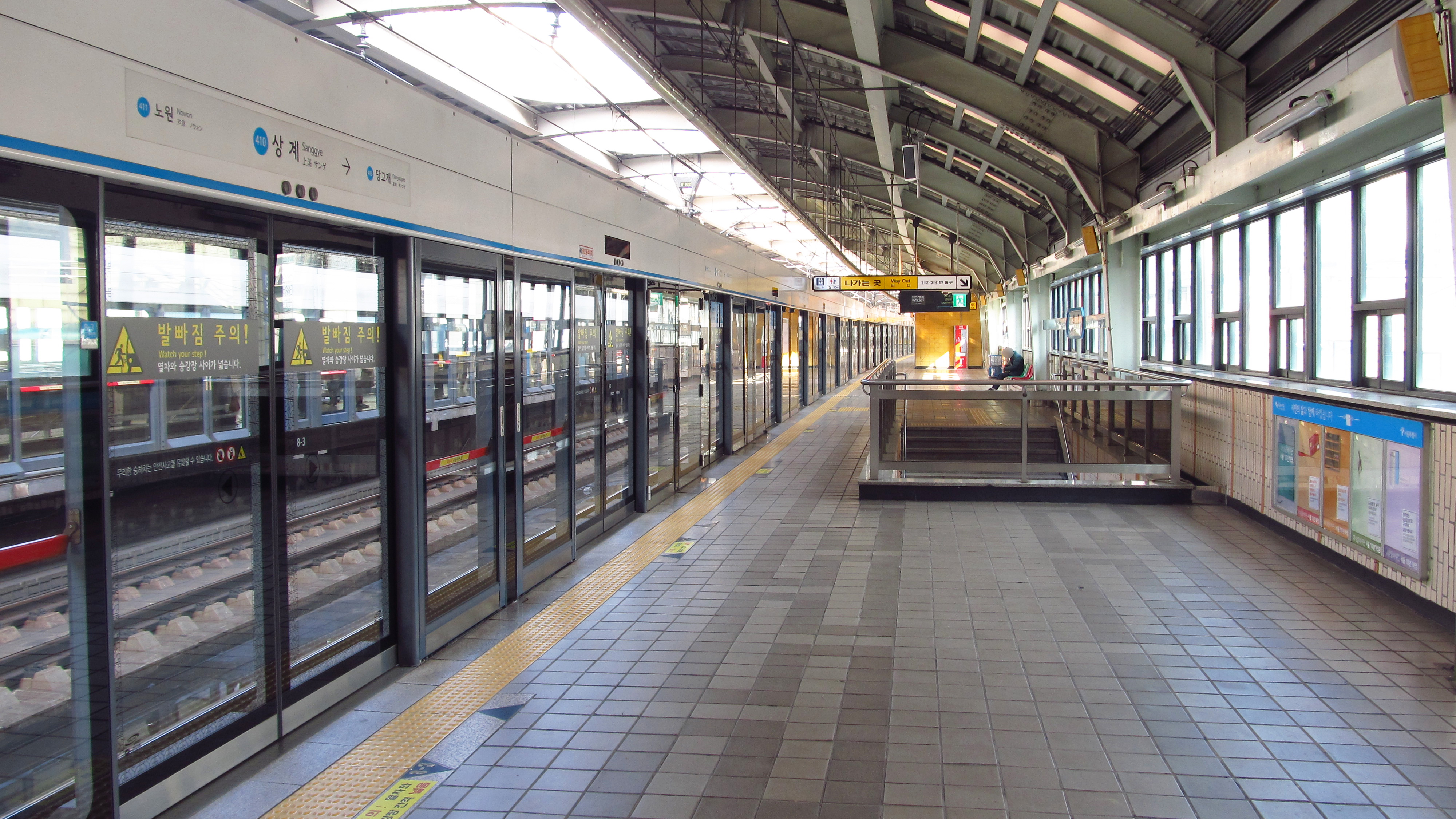
En 2018.

### Intermodalité
Des arrêts de bus sont établis à proximité.